# Saint-Céré
Saint-Céré is een gemeente in het Franse departement Lot (regio Occitanie). De gemeente telde 3.449 inwoners op 1 januari 2022. De plaats maakt deel uit van het arrondissement Figeac.

## Geschiedenis
De heren van Saint-Céré hingen af van de machtige burggraven van Turenne. Zij hadden hun kasteel in buurgemeente Saint-Laurent-les-Tours. De stad kreeg in de 12e eeuw een stadsmuur die in de 14e eeuw werd vernieuwd. In 1292 kreeg Saint-Céré een stadscharter en werd het een stad bestuurd door consuls. De stad had erg te lijden onder de Honderdjarige Oorlog, de pest en de Hugenotenoorlogen.
In de 17e eeuw kende Saint-Céré opnieuw welvaart als een handelscentrum. In 1611 werd de Bave die door de stad stroomt en meermaals overstromingen veroorzaakte, gekanaliseerd. Hiervoor werd de Nederlandse ingenieur van der Dame, bekend om zijn bekwaamheid in deze zaken, aangeworven. Aan de ingang van de stad splitste hij de loop van deze grillige rivier in verscheidene kanalen. Al deze kanalen zijn aan het eind van de 19e eeuw gedempt of overwelfd, behalve één, het belangrijkste. Het gaat echter niet om de oorspronkelijke bedding van de Bave. Vanaf 1713 werden ook de stadsmuren ontmanteld.

## Geografie
De oppervlakte van Saint-Céré bedroeg op 1 januari 2022 11,33 vierkante kilometer; de bevolkingsdichtheid was toen 304,4 inwoners per km².
Saint-Céré ligt in het zuiden van het Dordogne-vallei aan de Bave.
De onderstaande kaart toont de ligging van Saint-Céré met de belangrijkste infrastructuur en aangrenzende gemeenten.

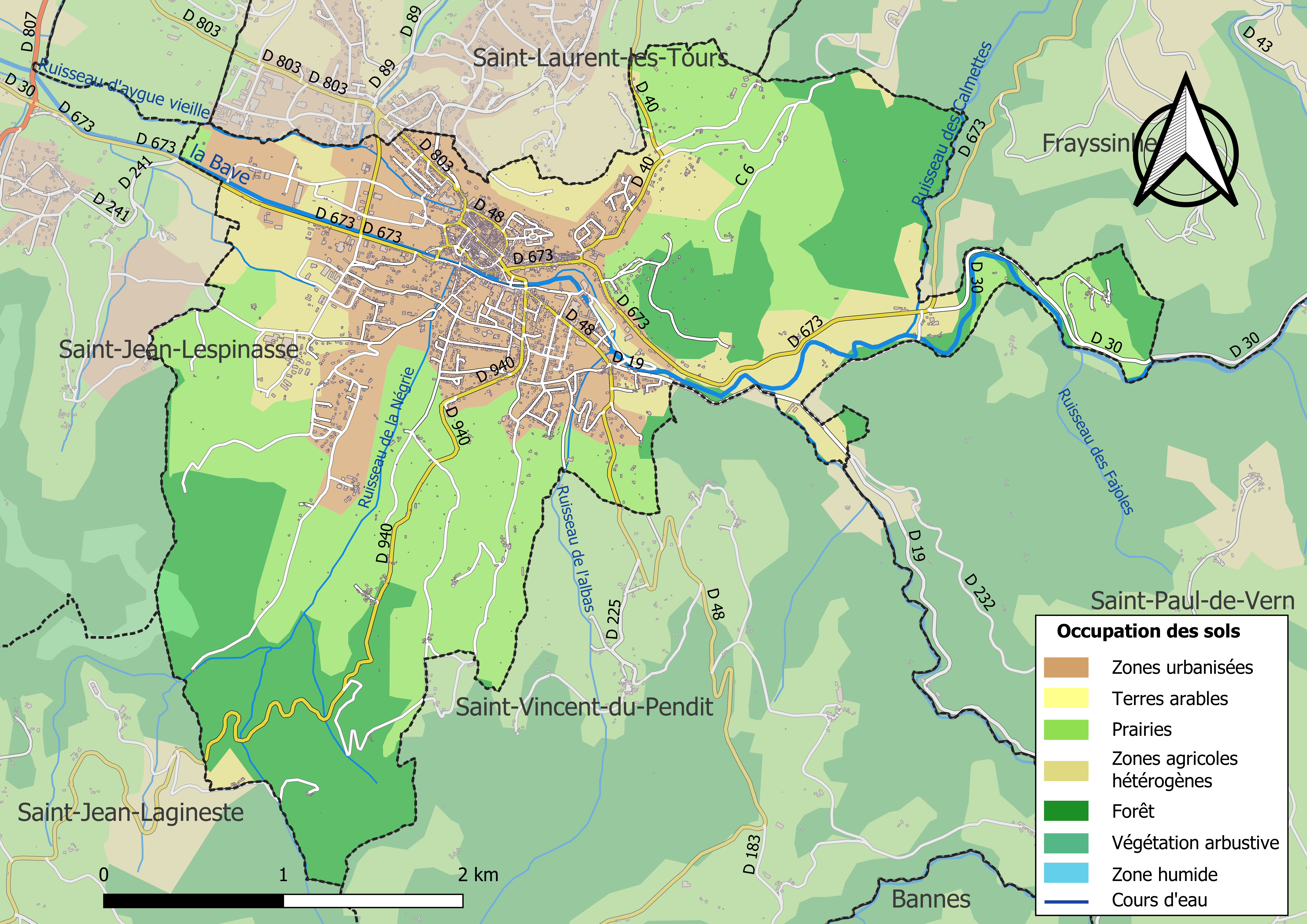

## Demografie
Onderstaande figuur toont het verloop van het inwonertal (bron: INSEE-tellingen).

## Bezienswaardigheden

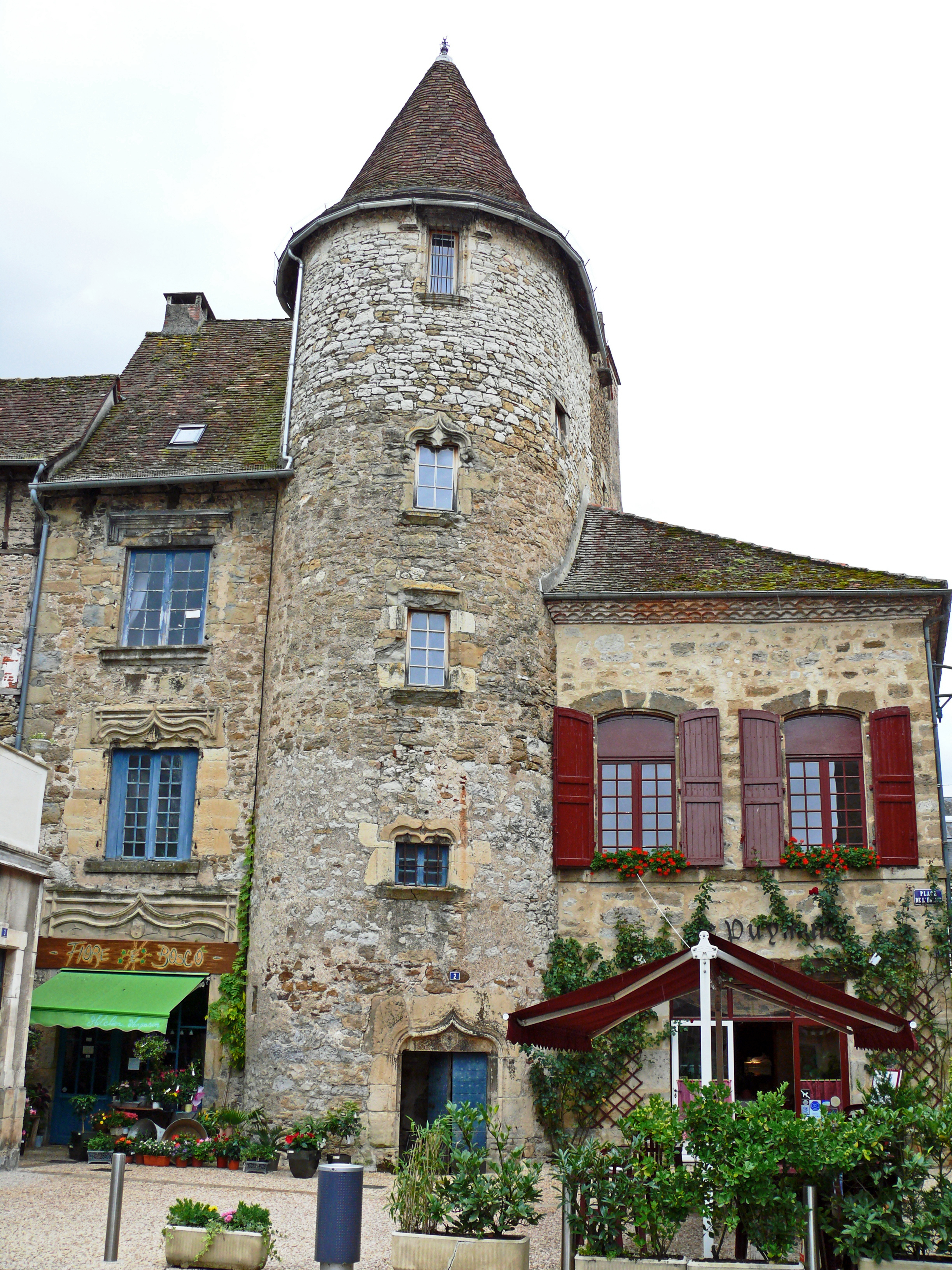
Hôtel de Puymule

- de place du Mercadial, met de fontein, de stenen marktstalletjes van het huis Jean de Séguirier (15e eeuw) en het huis van de Consuls (15e eeuw) (monument historique in 1991)
- de rue du Mazel, met meerdere oude huizen en portalen
- het Hôtel de Puymule (15e eeuw), met haar torentjes (monument historique in 1929)
- de église Sainte-Spérie (romaans, de eerste sporen dateren uit de 10e eeuw) (monument historique in 1979)
- de église des Récollets (17e eeuw) van het gelijknamige voormalige klooster, met een imposante klokkentoren en een weelderig retabel (monument historique in 1973)
- de schilderachtige quai des Récollets
- standbeelden van maarschalk François Certain de Canrobert en uitvinder Charles Bourseul, respectievelijk geboren en gestorven in de gemeente
- (in Saint-Laurent-les-Tours) de tours Saint-Laurent, twee middeleeuwse torens die hoog op een heuvel liggen en het stadje domineren
- (buiten het stadscentrum van Saint-Céré) het château de Montal (renaissance) (monument historique in 1909)

## Economie
Voor de gemeente is het toerisme belangrijk. Verder is er een bedrijvenpark en een hospitaal.

## Bekende inwoners

### Geboren in Saint-Céré
- Jean de la Barrière (1544-1600), stichter van de kloosterorde van de feuillanten
- Jean-Jacques Ambert (1765-1851), generaal
- François Certain de Canrobert (1809-1895), maarschalk
- Pierre Poujade (1920-2003), handelaar, politicus en syndicalist (poujadisme)

### Elders geboren
- Gaston Monnerville (1897-1991), politicus